# CADMOS
CADMOS es un sistema de cable de telecomunicaciones submarino en el Mar Mediterráneo que une Chipre y el Líbano.
Tiene puntos de amarre en: 
- Pentaskhinos, Chipre
- Beirut, Líbano.

Tiene una capacidad de transmisión de diseño de 622 Mbit/s y una longitud total de cable de 230 km. Comenzó a funcionar el 8 de septiembre de 1995.